# Spanish International 2013
Die Spanish International 2013 im Badminton fanden vom 23. bis zum 26. Mai 2013 im Polideportivo Municipal Marqués de Samaranch in der Paseo Imperial 18 in Madrid statt. Es war die 34. Auflage des Turniers.

## Sieger und Platzierte
| Disziplin    | Gold                                 | Silber                                     | Bronze                                  |
| ------------ | ------------------------------------ | ------------------------------------------ | --------------------------------------- |
| Herreneinzel | Hans-Kristian Vittinghus             | Joachim Persson                            | Pablo Abián                             |
| Herreneinzel | Hans-Kristian Vittinghus             | Joachim Persson                            | Misbun Ramdan Mohmed Misbun             |
| Dameneinzel  | Beatriz Corrales                     | Carolina Marín                             | Linda Zechiri                           |
| Dameneinzel  | Beatriz Corrales                     | Carolina Marín                             | Kristína Gavnholt                       |
| Herrendoppel | Adam Cwalina Przemysław Wacha        | Michał Łogosz Łukasz Moreń                 | Nikita Khakimov Vasily Kuznetsov        |
| Herrendoppel | Adam Cwalina Przemysław Wacha        | Michał Łogosz Łukasz Moreń                 | Anders Skaarup Rasmussen Kim Astrup     |
| Damendoppel  | Kate Robertshaw Heather Olver        | Maiken Fruergaard Sara Thygesen            | Laura Molina Haideé Ojeda               |
| Damendoppel  | Kate Robertshaw Heather Olver        | Maiken Fruergaard Sara Thygesen            | Samantha Barning Iris Tabeling          |
| Mixed        | Anders Skaarup Rasmussen Lena Grebak | Wojciech Szkudlarczyk Agnieszka Wojtkowska | Laurent Constantin Teshana Vignes Waran |
| Mixed        | Anders Skaarup Rasmussen Lena Grebak | Wojciech Szkudlarczyk Agnieszka Wojtkowska | Chris Langridge Heather Olver           |